# الأيام الحالمة

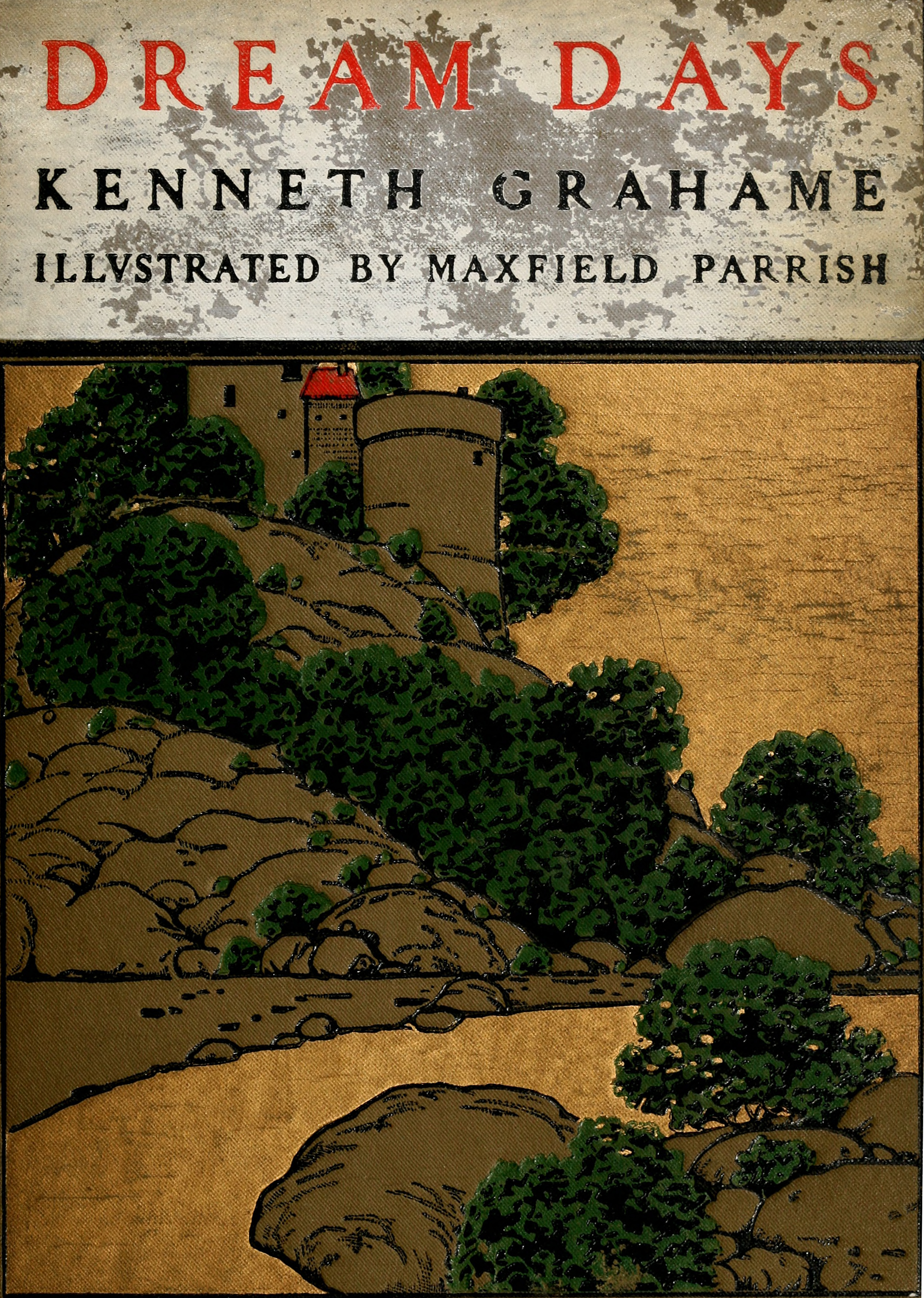
غلاف الطبعة الأولى المصورة (جون لاين ، بودلي هيد ،1902)

الأيام الحالمة هي مجموعة قصصية من أدب الأطفال وذكريات الطفولة كتبها كينيث غراهام . وهي تتمة للمجموعة القصصية العصر الذهبي التي نُشِرَت عام 1895 ، (والتي تصوِّر بعض المختارات فيها العائلة نفسها المكونة من خمسة أطفال)، نُشِرت أيام الأحلام أول مرة عام 1898 وظهرت عليها العلامة التجارية لدار النشر بودلي هيد التي أسسها جون لين .
وقد نُشِرتْ القصص المختارة الست الأولى من الكتاب مسبقًا في دوريات في ذلك الوقت ، وهي دوريتا ذا يلو بوك و ذا نيو ريفيو في بريطانيا ، ودورية سكريبنر مجازين في الولايات المتحدة.[بحاجة لمصدر] اشتُهِر الكتاب لأنه تضمّن قصة غراهام الكلاسيكية «التنين المتردد».
وقد لاقت مجموعة الأيام الحالمة تمامًا كالمجموعة القصصية السابقة لها ( العصر الذهبي) استحسانًا كبيرًا من نقّاد الأدب في ذلك الوقت. إلا أنه في العقود التي تلت قد ساءت سمعة الكتاب باعتباره تتمة أضعف وأقل حجمًا لمجموعة العصر الذهبي ، وذلك باستثناء قصة نجاحه الوحيدة .
وقد ورد في إحدى التقييمات الحديثة أن كلا الكتابين يرسمان صورةً غير عاطفية و مقنعةً للطفولة، إذ إنّ البالغين في هذه القصص بعيدون تمامًا عن الاهتمامات الفعلية للشباب حولَهم بما في ذلك ما يحزنهم وما يغضبهم.
وكما هو الحال مع المجموعة القصصية العصر الذهبي ، فإن الطبعة الأولى من الأيام الحالمة كانت غير مصوّرة ، ومثل ما حدث مع المجموعة القصصية السابقة ، نشرت دار جون لاين إصدارًا لاحقًا للأيام الحالمة تتضمن رسوم قام بها ماكسفيلد باريش .
كان لين ينوي طباعة صور على صفحة كاملة لكنه لم يكن راضيًا عن الألوان الناتجة من الطباعة في الصور التي قام بها باريش . وبدلًا من ذلك، اختار لين عملية الحفر الضوئي الجديدة لإنتاج الألوان والتي نشأ عنها صور بالأبيض والأسود أفضل من تلك الرسوم التي استُخدِم فيها التلوين بالتنقيط في نسخة مجموعة العصر الذهبي عام 1899.
وعام 1902، أصدرت دار بودلي هيد نسخة من الأيام الحالمة تحتوي على الرسوم التصويرية التي قام بها باريش في لندن ونيويورك، وقد احتوت هذه المجموعة على عشرة رسوم على صفحات كاملة ( صفحة واحدة لكل من القصص الثمانية المختارة و صفحة أمامية و صفحة العنوان) وست رسومات في نهاية المجموعة . وقد ألهمت جودة الصور في كتاب الأيام الحالمة لين لإصدار نسخة مشابهة لمجموعة العصر الذهبي باستخدام لوحات الحفر الضوئية المحسنة عام 1904. وفي الولايات المتحدة ، بيعت الطبعة الأولى للأيام الحالمة بقيمة دولار وخمس وعشرين سنتًا لكل نسخة .

## المحتويات
- الحادي عشر من أكتوبر
- اليوم الموعود
- دائمًا متغير
- الحَلَقة السحري
- جدرانها كأنها من اليشب
- أسطورة البحار
- التنين المتردد
- الرحيل

## روابط خارجية
1. مشروع غوتنبرغ